# Чивингтон, Джон
Джон Ми́лтон Чи́вингтон (англ. John Milton Chivington; 27 января 1821 — 4 октября 1894) — методистский священник, офицер армии США.

## Биография
Джон Чивингтон родился в городе Лебанон, штат Огайо. С рождения был дальтоником. В 1853 году был направлен методистской церковью к индейскому племени вайандотов в Канзас. Из-за своей открытой неприязни к рабству получал письма с угрозами, был вынужден переехать в Омаху.
8 мая 1860 года вместе со своей семьёй переехал в Денвер. С началом Гражданской войны пошёл добровольцем в армию северян. В звании майора был зачислен в 1-й полк Колорадских волонтёров. Участвовал в битвах с конфедератами. В апреле 1862 года был назначен командующим 1-м полком Колорадских волонтёров в чине полковника.
29 ноября 1864 года солдаты под командованием Чивингтона, оснащенные несколькими артиллерийскими орудиями, атаковали лагерь мирных шайеннов и арапахо. В селении, которое располагалось вблизи реки Сэнд-Крик, находилось около 600 человек. Нападение оказалось полной неожиданностью для индейцев. Солдаты действовали очень жестоко, убивая женщин и детей, уродуя трупы до неузнаваемости и снимая скальпы. Пленных солдаты Чивингтона не брали, раненых добивали. Большинство убитых составляли женщины и дети. Белые солдаты использовали в качестве трофеев фрагменты расчленённых тел, включая половые органы жертв и человеческие эмбрионы. Позднее свою добычу Чивингтон и его солдаты показывали жителям города Денвера. Свои действия Чивингтон объяснял местью за убитых шайеннами и арапахо американцев.
Бойня на Сэнд-Крик вызвала широкий резонанс, была создана государственная комиссия. Чивингтон был вынужден уволиться из армии. Прожив некоторое время в Калифорнии и Огайо, он вернулся в Денвер, где работал помощником шерифа. Чивингтон скончался 4 октября 1894 года от рака.